# Macbeth (film 2015)
Macbeth è un film del 2015 diretto da Justin Kurzel.
La pellicola, con protagonisti Michael Fassbender e Marion Cotillard, è l'adattamento cinematografico dell'omonima tragedia di William Shakespeare.
Il film viene presentato in concorso al Festival di Cannes 2015 il 23 maggio.

## Produzione

### Riprese
Le riprese del film sono durate sette settimane e si sono svolte tra Scozia e Inghilterra; sono iniziate il 6 febbraio 2014 in Scozia, per poi spostarsi nella contea di Surrey il 21 febbraio. Il 26 febbraio le riprese si sono svolte nel castello di Bamburgh. Altre location includono l'altopiano del Quiraing e la Cattedrale di Ely.

## Promozione
Il 18 aprile 2015 vengono diffuse le prime due foto ufficiali del film rappresentanti Michael Fassbender e Marion Cotillard, mentre il 14 maggio vengono diffusi i due teaser poster dei protagonisti insieme al primo teaser trailer per la partecipazione al Festival di Cannes. Il 22 maggio vengono diffuse due clip tratte dal film.

## Distribuzione
Il 14 maggio 2015 viene diffuso il primo teaser trailer del film.
La pellicola è stata presentata al Festival di Cannes 2015 in concorso, ed è stata distribuita nelle sale cinematografiche britanniche il 2 ottobre 2015. In Italia è arrivato nelle sale il 5 gennaio 2016.

## Accoglienza

### Critica
Il film ha ricevuto generalmente critiche positive: su Rotten Tomatoes ha una media di gradimento dell'80% su oltre 100 voti, mentre su Metacritic del 71%. Su Internet Movie Database invece ha un voto medio di 6,7 da parte degli utenti.

## Riconoscimenti
- 2015 - Festival di Cannes
  - Candidatura per la Palma d'oro
- 2015 - British Independent Film Awards
  - Candidatura per il miglior film
  - Candidatura per il miglior regista a Justin Kurzel
  - Candidatura per la miglior attrice a Marion Cotillard
  - Candidatura per il miglior attore a Michael Fassbender
  - Candidatura per il miglior attore non protagonista a Sean Harris
  - Candidatura per il miglior contributo tecnico a Adam Arkapaw
- 2016 - Premio Goya
  - Candidatura per il miglior film europeo
- 2016 - Satellite Awards 2016[15]
  - Candidatura per la miglior scenografia a Fiona Crombie
  - Candidatura per i migliori costumi a Jacqueline Durran
- 2016 - American Society of Cinematographers Awards[16]
  - Miglior fotografia per un film presentato in un festival o con distribuzione limitata a Adam Arkapaw
- 2015 - Phoenix Critics Circle Awards[17]
  - Candidatura per la miglior attrice a Marion Cotillard